# Ченцово (Солигаличский район)
Ченцово — деревня в Солигаличском муниципальном округе Костромской области. Входит в состав Лосевского сельского поселения

## География
Находится в северо-западной части Костромской области на расстоянии приблизительно 15 км на юг по прямой от города Солигалич, административного центра района на правом берегу реки Вёкса.

## История
В 1872 году здесь было отмечено 14 дворов, в 1907 году—также 14.

## Население
Постоянное население составляло 67 человек, 71 (1897), 86 (1907), 0 как в 2002 году, так и в 2022.